# ERepublik
eRepublik — браузерна онлайн стратегія і соціальна мережа. Гравці взаємодіють як окремі громадяни в соціумі, що симулює реальний світ. Гра була розроблена Алексісом Бонте та Джорджем Лемнару, які є засновниками компанії eRepublik Labs Limited, зареєстрованої в Ірландії. eRepublik перейшла до стадії бета-тестування 20 листопада 2007 року і з цього моменту має вільну реєстрацію. У червні 2010 року було замінено економічний і військовий модулі, що суттєво змінило характер гри. На кінець травня 2009 року спільнота становила понад 140 тисяч гравців. У травні 2010 року населення становило 300 тисяч гравців. У серпні 2010 — 225 тисяч. У серпні 2014 року грало 116,221 тисяч гравців.
6 лютого 2013 було запущено новий інтерфейс сайту. Зокрема, карту Нового світу перенесено на домашню сторінку користувача.

## Фінансування
eRepublik отримала 2,75 мільйона євро як інвестиції. Основне джерело прибутку гри — продаж віртуальних цінностей.

## Організація еРеспубліки

### Ігровий модуль
eRepublik містить в собі елементи соціальної мережі та MMO-стратегії, в якій гравцям пропонуються різні шляхи участі у суспільному житті. Громадяни можуть найматися на роботу, мати власний бізнес, організовувати політичні партії, голосувати на президентських та парламентських виборах, друкувати газети, оголошувати загарбницькі або визвольні війни іншим державам і брати в них участь як солдати. Гра має дружній текстовий інтерфейс.
Перш ніж приєднатися до спільноти, гравець обирає державу і регіон, в якому він хоче «народитись». Усі держави та регіони мають свої відповідники в реальному світі, але можуть перебувати під юрисдикцією інших держав внаслідок загарбницьких війн, що постійно точаться у світі eRepublik. Перевагою гри є те, що вона потребує «не більше 14 хвилин на день» (на початкових стадіях гри навіть менше). Але, звісно, активне громадське життя забирає більше часу.

### Економічний модуль
Економіка базується на таких галузях: видобування сировини (Зерно, Оленина, Риба, Велика рогата худоба, Фрукти, Залізо, Алюміній, Селітра, Оливи, Каучук), виробництво речей загального вжитку (їжа, зброя). По досягненні певної кількості зароблених грошей громадянин може купити або створити свою компанію, що розблоковує «можливості головного менеджера»: наймати інших громадян, встановлювати їхні зарплати, купувати сировину, виставляти вироблені продукти на продаж і купляти ліцензію на експорт.

### Військовий модуль
Щоб проголосити війну іншим країнам, президент держави вносить відповідний закон на розгляд конгресу. Якщо його приймають, то починається війна і президент віддає накази щодо атакування чужих територій (по кожному регіону окремо). Армія складається з 4 дивизіонів(поділені за рівнями). Кожен користувач завдає шкоду. Якщо перевага становить 1800-раунд закінчується і починається очікування на інші дивизіони. За перемогу 1 дивизіону країна отримує 1 очко, за 2-2,за 3-3 і за 4-5.Для того, щоб захопити або відстояти регіон потрібно набрати 83 очки.

### Газети
Кожен громадянин може створити свою газету і писати для неї статті. Інші громадяни можуть читати ці статі, голосувати за них, залишати коментарі та підписуватися на газети інших громадян. Якщо на газету підпишуться 1000 гравців, її власник отримає медаль «Медіа-Магната».

## еУкраїна
еУкраїна на старті гри межувала з еПольщею, еРумунією, еСловаччиною, еУгорщиною, еМолдовою, еРосією, еБілоруссю, еТуреччиною, еБолгарією. Складалася з тринадцяти провінцій: Волинь, Галичина, Закарпаття, Поділля, Полісся, Буковина, Наддніпрянщина, Запоріжжя, Сіверщина, Слобожанщина, Донбас, Бессарабія, Таврида, зі столицею в регіоні Закарпаття.

### 31 січня 2013
еУкраїна складається з 0 провінцій. Її територією володіють еУгорщина, еПольща і еРумунія.

### 2 лютого 2013
еУкраїна контролює провінцію Буковину, Бессарабію контролює еРумунія, Наддніпрянщину та Запоріжжя — еПольща, інші українські провінції — еУгорщина.

### 6 лютого 2013
еУкраїна контролює провінцію Буковину. Наддніпрянщину та Запоріжжя контролює еПольша, інші українські провінції-еУгорщина.

### 7 травня 2013
Україна знову без жодної провінції. Всі території і далі під контролем еУгорщини, проте за останні 2 місяці двічі тимчасово вдавалося відбити по декілька територій під час битв за конгрес

### 13 червня 2013
Скориставшись з того, що Угорщина почала війну з Росією, українські повстанці визволили 5 провінцій (Донбас, Дніпро, Запоріжжя, Сіверію та Полісся), а згодом — і Слободу, чим суттєво ускладнило ведення угорцями війни проти Росії. З угорського боку було запропоновано пакт про ненапад, у якому йшлося про припинення між Угорщиною та Україною бойових дій. Наслідком цього стало фактичне долучення України до альянсу TWO, у якому перебувають майже всі її сусіди. 7 червня Україна оголосила війну Росії і здобула Центральне Чорнозем'я, а 13 червня — Москву і напала на Ленінград (перемога). Таким чином, на 14 червня Україна контролює 9 регіонів (з них 6 власних) і має кордон: на північному заході — з Фінляндією, на сході, півдні та заході — з Угорщиною, на заході — з Білоруссю, Латвією та Литвою.

### 06 грудня 2013
В еУкраїні відбулась зміна влади, президентське крісло зайняв представник від партії Анархістів. На кінець каденції еУкраїна володіє 1 регіоном — Сіверією.
Із травня по серпень Україна встигла відвоювати всю свою територію, вступити в Альянс із 6 країн «Сіріус», зробити невдачний АС (повітряну атаку) і втратити всю раніше відвойовану територію.

## Політичні партії eRepublik
- Ukrainian Anarchists (Партія Анархістів) - започаткована 7 липня 2011 року гравцем з ніком Ivan Sirko. Партія була створена як партія людей, які сповідують принципи свободи і братерства та люблять свою Батьківщину. Партія увійшла та утримувалась тривалий час у ТОП-5 українських партій, що дозволяло партійцям балотуватись до парламенту. Партія вважалась політичним крилом військового підрозділу Anarchists Army. Певний деструктивний вплив на партію справляла наявність в керівництві партії декількох гравців з антиукраїнською позицією, який посилився після початку  в РЖ  бойових дій Росії на сході України в 2014 році. Наслідком чого стали неодноразові спроби ТО партії, що врешті решт призвело до тимчасового припинення існування партії наприкінці 2017 року та зміни назви на "Ukrainian Alternative"

## Військові підрозділи eRepublik
- «White Legion» також «Білий Легіон» — військовий підрозділ[9], створений українськими націоналістами у 2013 році[10]. Єдиний МЮ «ERepublik» де учасникам заборонено спілкуватися російською мовою. Учасником «Білого Легіону» був Андрій Витвицький, який мав ігровий нік «Speakerus»[11].
- «Right Legion» також «Правий Легіон» — військовий підрозділ [12], створений у травні 2018 року. До складу МЮ увійшло 90% колишніх учасників «White Legion»
- «Anarchists Army» - військовий підрозділ створений для членів Партії Анархістів. Існує з 2011 по теперішній час (2018). До початку війни на Сході України в «Anarchists Army» керівництво складалося із колабораціоністів, прихильників банформувань «ДНР/ЛНР».

## Словник  eRepublik
- «Туклікер» (Twoclicker) — походить від ранніх версій гри, в яких новачок гри міг лише працювати та тренуватись, фактично натискаючи лише дві опції. Термін застосовується до гравців, які не особливо слідкують за перебігом подій в грі, в кращому разі виконуючи щоденні накази.
- «РЖ» також «РЛ» — скорочення від слів "Реальне життя", використовується гравцями в статтях та листуваннях і означає, що мова їде про події з реального життя, а не зі світу eRepublik
- «ТО» — захоплення партії або цілої країни шляхом спланованої акції направленої на перемогу в виборах президента партій чи країн. Проводиться шляхом масового переходу гравців перед виборами для голосування за свого кандидата -ТОшера
- «Бейбі-бум» (Baby Boom) — період, коли реєструється велика кількість новачків у грі в цілому, чи у конкретній країні.
- «Бот» — ігровий персонаж, створений гравцем з метою отримання медалі «Опора суспільства», чи з іншою корисливою метою (ТО, отримання голду тощо).
- «MM» (Monetary Market) — валютний ринок, де гравці обмінюють валюту та золото.
- «ТВ» (Training War) — тренувальна війна між двома дружніми або нейтральними країнами для здобуття їхніми громадянами нових військових звань або для виконання місій.
- «Нуб» (Noob) — недосвідчений або новий гравець. Часто використовується як образа.

## Цікаві факти
- Від часу заснування гри відбулось вже п'ять світових війн, та ведеться шоста.